# 波爾克維爾 (北卡羅萊納州)
波爾克維爾（英語：Polkville）是一個位於美國北卡羅萊納州克里夫蘭縣的城鎮。

## 人口
根據2020年美國人口普查的數據，波爾克維爾的面積為4.83平方千米，皆為陸地。當地共有人口516人，而人口密度為每平方千米107人。